# Alfonso Villares
Alfonso Villares Bermúdez (Cervo, Lugo, 1970) es un político y veterinario español, afiliado al Partido Popular de Galicia (PPdeG). Fue alcalde del municipio de Cervo y, desde junio de 2023 hasta su dimisión en junio de 2025, ejerció como consejero del Mar en la Junta de Galicia.

## Biografía
Nació en Cervo (Lugo) en 1970. Licenciado en Veterinaria por la Universidad de Santiago de Compostela (USC). Inició su andadura política como concejal del PP en Cervo en 1995, acceso al equipo de gobierno en 1999.
Encabezó la candidatura del PP en 2007 y resultó electo alcalde  con mayoría absoluta, posición que revalidó en 2011, 2015, 2019 y 2023. Desde 2011 hasta 2023, fue vicepresidente primero de la Federación Galega de Municipios e Provincias (Fegamp)
En junio de 2023 fue nombrado consejero del Mar de la Junta de Galicia, sustituyendo a Rosa Quintana Carballo. Durante su mandato, se enfrentó a la crisis de los pélets entre finales de 2023 y comienzos de 2024, y participó activamente en iniciativas como la inspección y muestreo en el Instituto Tecnológico para el Control del Medio Marino (Intecmar).

## Dimisión y situación judicial
El 4 de junio de 2025, anunció su dimisión tras recibir una notificación del Tribunal Superior de Justicia de Galicia (TSJG), que le comunicaba que se encontraba siendo investigado por un presunto delito de agresión sexual. La denuncia fue interpuesta por la modelo y presentadora Paloma Lago en enero de 2025, por unos hechos ocurridos el 27 de diciembre de 2024, según medios de comunicación. Villares afirmó su inocencia y justificó su dimisión como necesaria para restituir el procedimiento judicial a los juzgados ordinarios, ya que al dimitir perdía su condición de aforado. Tras su salida, la consejera Marta Villaverde fue nombrada para sustituirle y tomó posesión el 5 de junio de 2025.